# Stone Gods

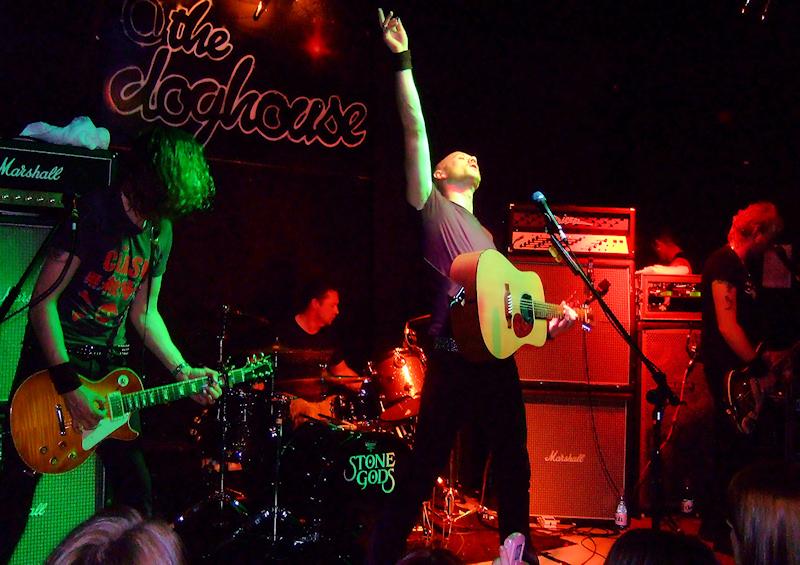
Banda musical

Stone Gods fue una banda surgida de la banda británica The Darkness. Esta banda de hard rock estaba formada por Richie Edwards como frontman (guitarra y voz), Dan Hawkins (guitarra), Robin Goodridge (batería) y Toby MacFarlaine (bajo).

## Historia
Justin Hawkins, excantante y guitarrista, salió del grupo principalmente por entrar a rehabilitarse de un problema de adicción y a la vez separarse de The Darkness de una manera áspera y por problemas extra profesionales. Los miembros restantes, no estando satisfechos con lo sucedido, decidieron continuar con su bajista Richie Edwards como vocalista e integrar a Toby Macfarlaine (Graham Coxon) al bajo, con Dan Hawkins manteniéndose en la guitarra y Ed Graham a la batería, y cambiaron su nombre por el de Stone Gods. La banda ha teloneado con Thin Lizzy comandada por John Sykes. Su único álbum de estudio fue Silver Spoons & Broken Bones (2008).

## Componentes del grupo
- Richie Edwards -voz, guitarra-
- Dan Hawkins -guitarra-
- Toby Macfarlaine -bajo-
- Robin Goodridge -batería-

Ex Componentes
- Ed Graham -batería- (salida permanente debido a una discapacidad física)

## Discografía

### Álbumes
1. Silver Spoons & Broken Bones (2008)

### EP
1. Burn The Witch EP (2008)

### Sencillos
1. Knight Of The Living Dead (2008)
2. Don't Drink The Water (2008)